# 郭纯
郭纯（1370年—1444年），原名文通，明成祖赐名纯，遂以文通为字，号朴庵，浙江永嘉人，明初宫廷画家。历事永乐、洪熙、宣德、正统四朝，备受恩宠。

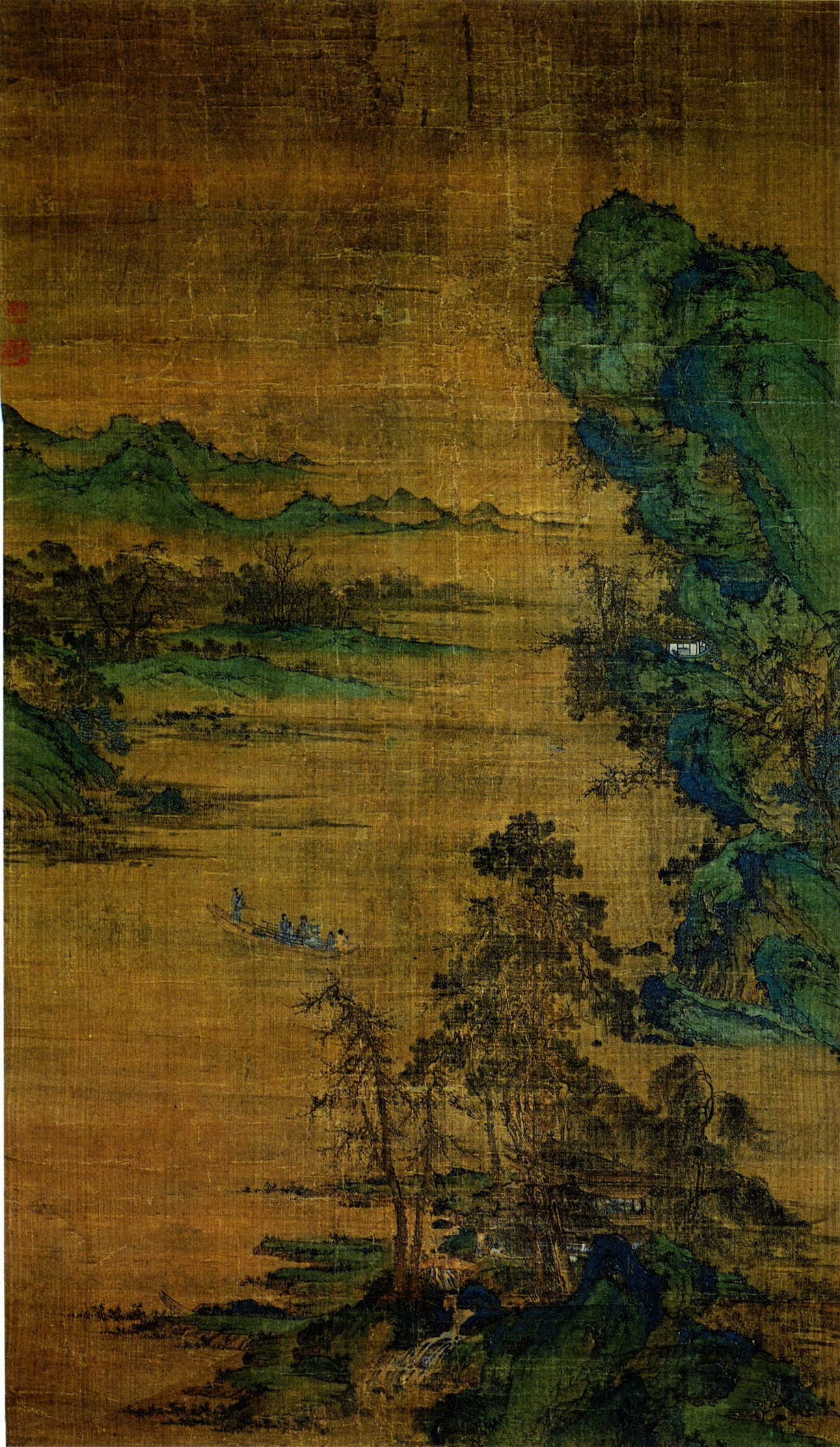
郭纯《青绿山水图》

## 生平
郭纯于永乐二年（1404年）进入宫廷，永乐十二年（1414年）后受到明成祖的重视和信赖，成为永乐朝最重要的宫廷画家。曾任营缮所丞。
洪熙元年（1425年）升为閤门使。郭纯山水画技巧学盛懋，多布置茂密。听到其画取法南宋山水画家夏圭、马远的说法时，就斥责说：“是残山剩水，宋僻安之物也，何取焉？”后入画院充内供奉。明宣宗曾经当面督促他作画，还没等到他拿起笔来，便想用“赐死”一事来逼迫他尽快完成画作。郭纯因此回答道：“苦书乐画，宁死不能草草。”明宣宗的威怒这才平息下来。正统九年（1444年）去世，卒年七十五。

## 作品
传世作品有《青绿山水图》轴，这是目前其存世之唯一代表作。该画绢本，设色，纵161厘米，横95.3厘无款米，钤“玉器余香”和“郭文通印”二印，现藏中国文物交流中心。